# Ígor Barreto
Ígor Miguel Barreto (San Fernando de Apure, 26 de mayo de 1952) es un poeta, escritor y editor venezolano.

## Biografía
Participó en el taller literario «Calicanto», conducido por la escritora Antonia Palacios, separándose del mismo en 1981, convirtiéndose en cocreador, junto a Yolanda Pantin, Armando Rojas Guardia y Rafael Castillo Zapata, del «Grupo Tráfico». En esa misma década, fundó la editorial Sociedad de Amigos del Santo Sepulcro.
Estudió teoría del arte en la Universidad Ion Luca Caragiale de Bucarest, Rumania. En 1986 ganó el Premio Municipal de Literatura, mención poesía, por su libro Soy el muchacho más hermoso de esta ciudad (1987). En 1993 le fue otorgado el Premio Universidad Central de Venezuela y en 2008 la Beca Guggenheim.
Fue profesor en la Escuela de Letras de la Universidad Central de Venezuela
Ha sido traducido, parcialmente, al inglés, italiano, francés y alemán.

## Obra
- ¿Y si el amor no llega? (1983)
- Soy el muchacho más hermoso de esta ciudad (1987)
- Crónicas llanas (1989)
- Tierranegra (1993)
- Carama (2001)
- Soul of Apure (2006)
- El llano ciego (2006)
- El Duelo (2010)
- Carreteras nocturnas (2010)
- Annapurna (2012)
- El campo/ El ascensor. Obra reunida 1983-2013 (2016)
- El muro de Mandelshtam (2016)
- La sombra del apostador (2021)
- Inmundo (2024)

## Premios
- 1986: Premio Municipal de Literatura, por Soy el muchacho más hermoso de esta ciudad
- 2023: XLVII Premio Nazionale Minturnae, por Il muro di Mandel'stan, en traducción de Silvio Mignano